# 瓦雷讷雅尔西
瓦雷讷雅尔西（法語：Varennes-Jarcy，法語發音：[vaʁɛn ʒaʁsi] ⓘ）是法国法蘭西島大區埃松省的一个市镇，属于埃夫里区。

## 地理
瓦雷讷雅尔西（48°40'41"N, 2°33'35"E）面积5.48 平方千米，位于法国法蘭西島大區埃松省，该省份为法国北部内陆省份，北起上塞纳省和马恩河谷省，西接厄尔-卢瓦省和伊夫林省，南至卢瓦雷省，东临塞纳-马恩省。
与瓦雷讷雅尔西接壤的市镇（或旧市镇、城区）包括：佩里尼、布里孔特罗贝尔、孔布城、布西圣安托万、坎西苏塞纳尔。

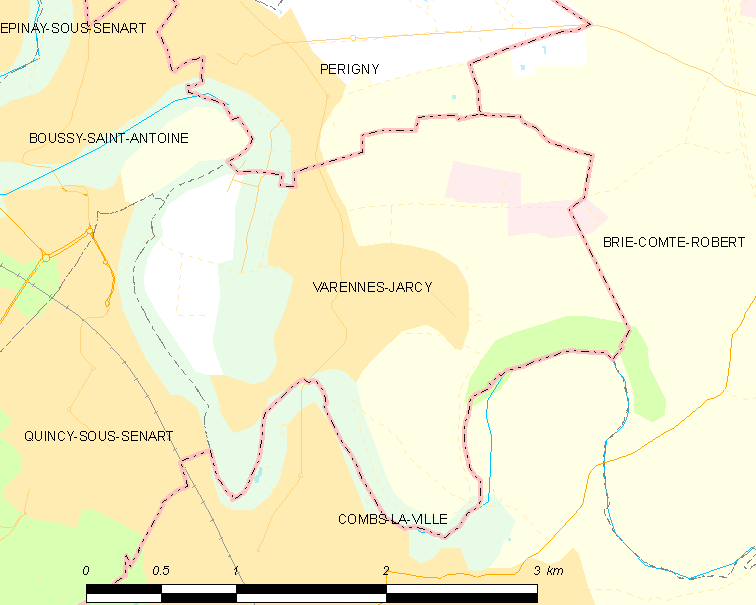
瓦雷讷雅尔西的OSM定位图

瓦雷讷雅尔西的时区为UTC+01:00、UTC+02:00（夏令时）。

## 行政
瓦雷讷雅尔西的邮政编码为91480，INSEE市镇编码为91631。

## 政治
瓦雷讷雅尔西所属的省级选区为埃皮奈苏塞纳尔县。

## 人口

1962-2008年间瓦雷讷雅尔西人口变化图示

瓦雷讷雅尔西于2022年1月1日时的人口数量为2381人。